# 窪田鎮章
窪田 鎮章（くぼた しげあき ）は、江戸時代末期（幕末）の武士。窪田鎮勝（蒲池鎮克）の子。大身旗本（2,000石）、幕府歩兵隊連隊長。

## 生涯
文政10年（1827年）、西国郡代の窪田鎮勝の子として誕生。安政4年6月、講武所調方出役軍制改正御用に任じられ、安政5年10月に外国奉行支配書物御用出役、文久元年2月には神奈川奉行支配調役並出役、12月には同支配調役並、文久3年2月には同支配調役および定番役頭取。
子母沢寛の『新選組始末記』では、4月13日に清河八郎を殺した6人の刺客の中に佐々木只三郎と共に窪田（久保田）泉太郎の名前が見える。
元治元年7月25日、同頭取から頭取取締へ昇進、約1,500人規模の洋式軍隊を英仏横浜駐屯軍の駐在する横浜で指揮した。現地徴集の農兵などを洋式歩兵に仕立て、また駐留するイギリス第20連隊からも調練を受け、合同演習もこなせる錬度に仕上げた。古屋佐久左衛門と共にイギリスの「歩兵操練・図解」を翻訳し、西洋式歩兵の編成を進めていた。鎌倉事件では犯人捕縛に尽力したことで、駐留イギリス軍からも日本側司令官として高く評価された。慶応2年5月4日に鉄砲玉薬奉行に転出した。慶応3年10月18日に歩兵頭並、12月に進出先の大坂で歩兵頭となり備前守に昇進した。
慶応4年1月3日、鳥羽・伏見の戦いでは、幕府陸軍を指揮して幕府歩兵隊の第12連隊の隊長として参陣。幕府軍の劣勢を跳ね返すべく、同じく歩兵連隊長の佐久間信久や会津藩兵、土方歳三率いる新選組の兵と共に奮戦するが重傷を負い、慶応4年（1868年）に大坂に下る船の中で死去。享年41。

## 死後
葬儀は、生家の先祖蒲池氏の遠祖の（嵯峨源氏）源融ゆかりの寺である、摂津国の太融寺（大阪市北区梅田）で行われた。
墓は豊島区駒込の染井霊園と、静岡市清水区の万象寺にある。また、染井霊園の墓は墓碑に「故窪田備前守室□□ 春芳院 明治二十九年二月十七日」とあり、春芳院は鎮章の夫人。もう一つ蒲池氏之墓があり、春芳院と大姉二、童子女二の四霊の法名と没年が列記されている。万象寺の墓は同寺の中心部の高台に、父の鎮克（墓碑・克斎蒲池先生）と並んである。
なお、鎮章の嫡子は彰義隊に加わり上野で戦死。別の鎮章の子は窪田氏の名跡を継ぎ、父の鎮克が晩年に復姓した先祖の蒲池氏の名跡は鎮章の妹の婿の蒲池鎮厚が継いだ。